# Северный экономический район

Северный экономический район на карте России

Северный экономический район — один из 12 экономических районов Российской Федерации. Включает в себя территорию Русского Севера.
Состоит из 6 федеральных субъектов:
1. Республика Карелия
2. Республика Коми
3. Архангельская область
4. Вологодская область
5. Мурманская область
6. Ненецкий АО

Площадь территории — 1476636 км². Плотность населения — 3,5 чел/км².
Население:
- 6 млн 789 тыс. чел. (1987).
- 5 млн 003 тыс. чел. (2007).
- 4 млн 725 тыс. чел. (2011).
- 4 млн 629 тыс. чел. (2017).
- 4 млн 473 тыс. чел. (2020)

Основные отрасли специализации: чёрная и цветная металлургия, машиностроение, лесная, деревообрабатывающая, целлюлозно-бумажная, рыбная промышленности. Добыча нефти, газа, каменного угля, железных, медно-никелевых, алюминиевых руд, апатитов и т. д.
В сельском хозяйстве — молочное скотоводство, оленеводство.